# Kyrie en fa mayor (Mozart)
El Kyrie en fa mayor, K. 33, conocido como París, es una composición sacra para coro y cuerdas escrita por Wolfgang Amadeus Mozart el 12 de junio de 1766, cuando tenía solo diez años de edad.

## Historia
La pieza fue compuesta durante la estancia en París de la familia Mozart, con el objetivo de promover su imagen de niño prodigio. La composición muestra la influencia de Johann Schobert y de la música eclesiástica francesa, basándose precisamente en una canción de ese país. La interpretación de la pieza suele durar unos diez minutos. El manuscrito muestra que fue el padre de Mozart quien puso por escrito la composición.
Durante los días que pasó en París, Mozart realizó asimismo varios conciertos ante la corte del rey Luis XV de Francia, gracias a la influencia del escritor alemán Friedrich Melchior von Grimm.